# 9671 Hemera
9671 Hemera este o planetă minoră (asteroid) din Mars-crossing asteroid[*]. A fost descoperită pe 5 octombrie 1997 la Ondřejovská hvězdárna⁠(d) de Lenka Kotková⁠(d) și a fost numită după Hemera. 
Obiectul prezintă o orbită caracterizată de o semiaxă mare de 2,6913884 UAi, o excentricitate de 0,44, o înclinație de 4,83563 ° în raport cu ecliptica.